# 美国妇女选举权
美國婦女選舉權，是於19世紀末至20世紀初期間在各州逐步實現，並因1920年通過美國憲法第十九條修正案而達到最高潮，其中規定了一段話：「美國公民的投票權不得因性別因素而被聯邦或任何一州拒絕或限制」。

## 早期歷史
1756年，馬薩諸塞州的一位富有寡婦莉迪亞·塔夫脫（1712年－1778年）被允許在阿克斯布里奇的鎮會議裡投票，成為殖民時代已知第一位投票的婦女。 
新澤西州於1776年制定的一般選舉權只有一個限制，就是至少需擁有50英鎊的現金或財產（考量通貨膨脹後約等值於2010年代的8,000美元），選舉法規也明訂選民是“他或她”（"he or she"）。 1790年的修訂版中，也具體指出包括女性。但1807年該法律再次修訂時，已經排除女性。然而該行為有如違憲，因為聯邦憲法明確規定這種變動應取決於一般選舉權。

## 全美妇女选举权协会
在内战前和内战期间，美国女性选举权运动就与廢奴主義运动结成了统一战线。然而之后通过的美国宪法第十四条修正案却在第二款中仅明确保护了男性公民的权利，黑人和女性的权利也就此脱节:255。
随着美国宪法第十五条修正案的提出，其中又只是在选举法律中禁止种族歧视而非性别歧视，问题到此就变得尖锐起来。经过激烈的辩论，在全国占有领导地位的主张扩大参政权组织美国平等权利协会分裂成了两个相互对立的组织：以苏珊·安东尼和伊丽莎白·卡迪·斯坦顿为首的全国妇女选举权协会（NWSA）反对第十五条修正案，而以露西·斯通和亨利·布朗·布莱克韦尔领头的美国妇女选举权协会（AWSA）则表示支持。这两个组织之后一直保持分裂状态直至1890年代:447-448。
全国妇女选举权协会係1869年5月15日在纽约成立，反对美国宪法第十五条修正案，除非其同意女性的选举权。男性同样可以参加这一组织，然而其组织的领导权基本还是掌握在女性手里。通过坚持协定联邦宪法的修正案，全国妇女选举协会积极保护了女性在社会地位上的平等。此外，该组织同样还提倡妇女离婚的简易化和男女资薪的公平化。
美国妇女参政权协会成立於同年11月，与全国妇女选举协会不同的是，該协会不希望自己卷入过多的诸如离婚、资薪等争议话题中，而是专供妇女选举权的合法化。
1890年5月，NWSA与AWSA合并成為全美妇女选举权协会（NAWSA），缔造了美國妇女选举权運動的辉煌。它继续了两个前身协会的使命，主要致力于女性选举权的合法化，成为美国女性选举权合法化的主要推动力。苏珊·布劳内尔·安东尼为其第一任会长。

## 第十九条修正案
美国宪法第十九修正案禁止一切美国公民因为性别而无法获得选举权的现象。该修正案与1920年8月18日正式生效，是美国女权运动的顶点。
实际上，1878年，苏珊·安东尼和伊丽莎白·斯坦顿起草了该修正案，但国会在漫长的41年之后，于1919年才认可该修正案，并于1年后官方写入美国宪法。

## 重要人物
- 苏珊·布朗奈尔·安东尼
- 伊丽莎白·卡迪·斯坦顿